# Anurophorus lydiae
Anurophorus lydiae is een springstaartensoort uit de familie van de Isotomidae. De wetenschappelijke naam van de soort is voor het eerst geldig gepubliceerd in 1989 door Lucianez & Simon.